# 4e étape du Tour d'Italie 2009
La 4e étape du Tour d'Italie 2009, s'est déroulée le 12 mai 2009. Cette étape longue de 165 km reliait Padoue à San Martino di Castrozza.

## Classement de l'étape
| Classement de la 4e étape | Classement de la 4e étape | Classement de la 4e étape | Classement de la 4e étape                         | Classement de la 4e étape |
|                           | Coureur                   | Pays                      | Équipe                                            | Temps                     |
| ------------------------- | ------------------------- | ------------------------- | ------------------------------------------------- | ------------------------- |
| 1er                       | Danilo Di Luca            | ITA                       | LPR Brakes-Farnese Vini                           | en 4 h 15 min 4 s         |
| 2e                        | Stefano Garzelli          | ITA                       | Acqua & Sapone-Caffè Mokambo                      | m.t.                      |
| 3e                        | Franco Pellizotti         | ITA                       | Liquigas                                          | m.t.                      |
| 4e                        | Mauricio Soler            | COL                       | Barloworld                                        | m.t.                      |
| 5e                        | Gilberto Simoni           | ITA                       | Serramenti PVC Diquigiovanni - Androni Giocattoli | m.t.                      |
| 6e                        | Levi Leipheimer           | USA                       | Astana                                            | m.t.                      |
| 7e                        | Thomas Lövkvist           | SWE                       | Columbia-High Road                                | m.t.                      |
| 8e                        | Ivan Basso                | AUS                       | Liquigas                                          | m.t.                      |
| 9e                        | Denis Menchov             | RUS                       | Rabobank                                          | m.t.                      |
| 10e                       | David Arroyo              | ESP                       | Caisse d'Épargne                                  | m.t.                      |
| modifier                  |                           |                           |                                                   |                           |

## Classements à l'issue de l'étape

### Classement général
Le classement général à l'issue de l'étape est mené par le suédois Thomas Lövquist, qui s'empare du maillot rose : 
| Classement général | Classement général | Classement général | Classement général      | Classement général |
|                    | Coureur            | Pays               | Équipe                  | Temps              |
| ------------------ | ------------------ | ------------------ | ----------------------- | ------------------ |
| 1er                | Thomas Lövkvist    | SWE                | Columbia-High Road      | en 13 h 5 min 28 s |
| 2e                 | Danilo Di Luca     | ITA                | LPR Brakes-Farnese Vini | + 2 s              |
| 3e                 | Michael Rogers     | AUS                | Columbia-High Road      | + 6 s              |
| 4e                 | Yaroslav Popovych  | UKR                | Columbia-High Road      | m.t.               |
| 5e                 | Levi Leipheimer    | USA                | Astana                  | m.t.               |
| 6e                 | Lance Armstrong    | USA                | Astana                  | + 28 s             |
| 7e                 | Franco Pellizotti  | ITA                | Liquigas                | + 32 s             |
| 8e                 | Damiano Cunego     | ITA                | Lampre-NGC              | + 42 s             |
| 9e                 | Marzio Bruseghin   | ITA                | Lampre-NGC              | m.t.               |
| 10e                | Carlos Sastre      | ESP                | Cervélo TestTeam        | + 49 s             |
| modifier           |                    |                    |                         |                    |

### Classement par points
Comme la veille, Allessandro Petacchi domine le classement par points :
| Classement par points | Classement par points | Classement par points | Classement par points   | Classement par points |
| --------------------- | --------------------- | --------------------- | ----------------------- | --------------------- |
|                       | Coureur               | Pays                  | Équipe                  | Point(s)              |
| 1er                   | Alessandro Petacchi   | ITA                   | LPR Brakes-Farnese Vini | 51 points             |
| 2e                    | Tyler Farrar          | USA                   | Garmin-Slipstream       | 38 pts                |
| 3e                    | Danilo Di Luca        | ITA                   | LPR Brakes-Farnese Vini | 29 pts                |
| modifier              |                       |                       |                         |                       |

### Classement du meilleur grimpeur
L'italien Danilo Di Lucas prend la tête du classement de la montagne :
| Classement du meilleur grimpeur | Classement du meilleur grimpeur | Classement du meilleur grimpeur | Classement du meilleur grimpeur | Classement du meilleur grimpeur |
| ------------------------------- | ------------------------------- | ------------------------------- | ------------------------------- | ------------------------------- |
|                                 | Coureur                         | Pays                            | Équipe                          | Point(s)                        |
| 1er                             | Danilo Di Luca                  | ITA                             | LPR Brakes-Farnese Vini         | 15 points                       |
| 2e                              | Stefano Garzelli                | ITA                             | Acqua & Sapone-Caffè Mokambo    | 10 pts                          |
| 3e                              | Franco Pellizotti               | ITA                             | Liquigas-Doimo                  | 6 pts                           |
| modifier                        |                                 |                                 |                                 |                                 |

### Classement du meilleur jeune
Leader au général, Thomas Lövkvist est donc également leader du classement des meilleurs jeunes :
| Classement général du meilleur jeune | Classement général du meilleur jeune | Classement général du meilleur jeune | Classement général du meilleur jeune | Classement général du meilleur jeune |
|                                      | Coureur                              | Pays                                 | Équipe                               | Temps                                |
| ------------------------------------ | ------------------------------------ | ------------------------------------ | ------------------------------------ | ------------------------------------ |
| 1er                                  | Thomas Lövkvist                      | SWE                                  | Columbia-High Road                   | en 13 h 5 min 28 s                   |
| 2e                                   | John-Lee Augustyn                    | RSA                                  | Barloworld                           | + 1 min 20 s                         |
| 3e                                   | Kevin Seeldraeyers                   | BEL                                  | Quick Step                           | + 1 min 33 s                         |
| modifier                             |                                      |                                      |                                      |                                      |

### Classement par équipes
Columbia-High Road reste en tête du classement par équipes :
| Classement par équipes | Classement par équipes | Classement par équipes | Classement par équipes |
|                        | Équipe                 | Pays                   | Temps                  |
| ---------------------- | ---------------------- | ---------------------- | ---------------------- |
| 1re                    | Columbia-High Road     | États-Unis             | en 38 h 33 min 0 s     |
| 2e                     | Astana                 | Kazakhstan             | + 10 s                 |
| 3e                     | Barloworld             | Royaume-Uni            | + 1 min 10 s           |
| modifier               |                        |                        |                        |

## Abandons
56.  Francisco Pérez Sánchez (Caisse d'Épargne)